# Богодуховское сельское поселение (Называевский район)
Богодуховское се́льское поселе́ние — муниципальное образование в Называевском районе Омской области Российской Федерации.
Административный центр — село Богодуховка.

## История
Статус и границы сельского поселения установлены Законом Омской области от 30 июля 2004 года № 548-ОЗ «О границах и статусе муниципальных образований Омской области».

## Население
| 2010 | 2011 | 2012 | 2013 | 2014 | 2015 | 2016 | 2017 |
| ---- | ---- | ---- | ---- | ---- | ---- | ---- | ---- |
| 460  | ↘458 | ↘436 | ↘429 | ↘425 | ↘404 | ↘387 | ↘382 |
| 2018 | 2019 | 2020 | 2021 | 2023 |      |      |      |
| ↘378 | ↘366 | ↘351 | ↘325 | ↘308 |      |      |      |

Гендерный состав
По данным Всероссийской переписи населения 2010 года в гендерной структуре населения из 460 человек мужчин — 231, женщин — 229	(50,2 и 49,8 % соответственно)

### Национальный состав
Согласно результатам переписи 2002 года, в национальной структуре населения русские составляли большинство населения во всех 5 населённых пунктах.

## Состав сельского поселения
| № | Населённый пункт | Тип населённого пункта       | Население |
| - | ---------------- | ---------------------------- | --------- |
| 1 | № 48             | железнодорожный путевой пост | ↘14       |
| 2 | Богодуховка      | село, административный центр | ↘123      |
| 3 | Кочковатка       | деревня                      | ↘74       |
| 4 | Кочковатский     | разъезд                      | ↘69       |
| 5 | Милютино         | деревня                      | ↘180      |